# オルガ・コルブト
オルガ・コルブト（ベラルーシ語: Вольга Валянцінаўна Корбут、英語: Olga Valentinovna Korbut、1955年5月16日 - ）は、ソビエト連邦の女子体操選手。ベラルーシ出身。

## 略歴
フロドナ（グロドノ）で4人姉妹の4番目として生まれる。小学校の頃はクラスで一番小さかったが、他の女子の誰よりも速く走り、より高くジャンプできた。8歳で体操を始め、11歳の時にベラルーシ･スポーツ・スクールに入り、英才教育を受けた。
1972年のミュンヘンオリンピックで、団体、平均台、ゆかで金メダル、段違い平行棒で銀メダルを獲得。華麗な演技でミュンヘンの観衆を魅了し、「ミュンヘンの恋人」と呼ばれた。大会後、ベラルーシの郵便局には1年で2万通のファンレターが届いたという。また段違い平行棒では、棒の上に立った状態から後方に宙返りして再び棒をつかむ技を初めて披露し、「コルブト・フリップ」と命名された。
1976年のモントリオールオリンピックでは、団体で金メダル、平均台ではナディア・コマネチに次いで銀メダルを獲得した。
1977年3月30日に引退を表明した。ベラルーシのフォークバンド「Pesniary」のメンバーLeonid Bortkevichと結婚し、1979年に長男Richardを出産した。1988年に国際体操殿堂入り。1991年に家族とアメリカ・アトランタ郊外に移住し、1996年のアトランタオリンピック期間中はベラルーシの公式大使館員を務めた。2001年、Bortkevichと離婚し、Alex Voinichと再婚した。
現在はアリゾナ州スコッツデールで、体操やフィットネスを教えている。 

## スキャンダル

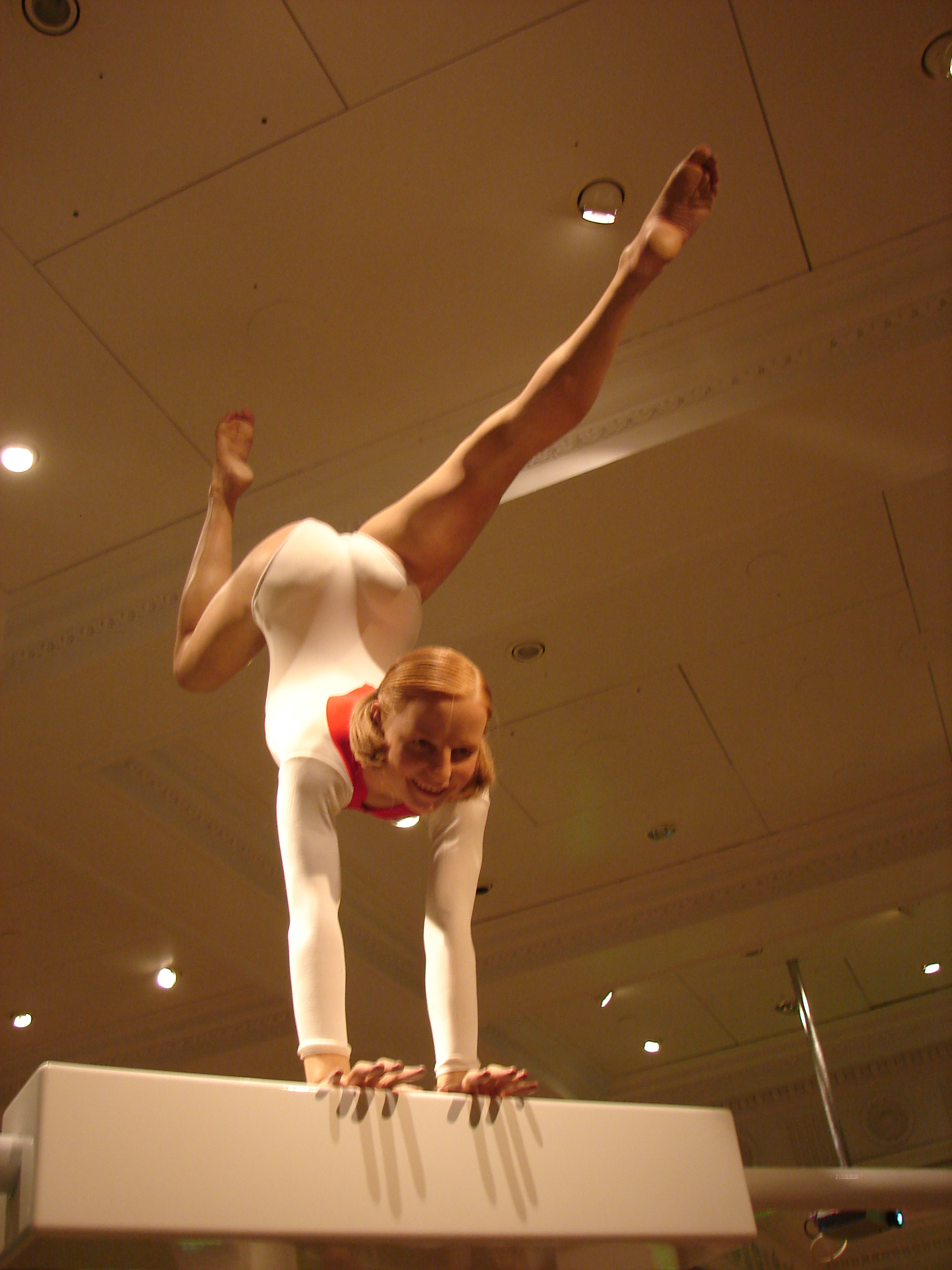
ロンドンにあるマダム・タッソーの館に展示されているコルブトの蝋人形

1999年6月19日、ロシアの有力紙『コムソモリスカヤ・プラウダ』は、コルブトがコーチから悪質なセクハラに遭っていたと報じた。体操選手時代の回想記を執筆中のコルブトに同紙記者がインタビューし、「私たちはコーチの性的奴隷だった」との見出しで掲載した。ミュンヘン五輪直前、部屋にいた当時15歳のコルブトにコーチがコニャックを持って訪れ、数杯飲まされた後、「思い出したくないような行為」を強いられたという。コルブトは「コーチの暴力を恐れ、抵抗することができなかった」と語り、セクハラ被害は数年間続いたという。他の女子選手も同様の被害を受け、刑事告発騒ぎまで起きたことを明らかにした。
また当時の競技会では、「ソ連と東ドイツが金メダルを分け合う」といった談合が頻繁に行われたといい、ミュンヘン五輪でも「ソ連側の床の金メダルはリュドミラ・ツリシチェワ」との暗黙の了解があったが、コルブトはそれを覆し、床で金メダルを取ったと説明。さらにコルブトは、通訳やピアニストとして同行した秘密警察の旧KGB（国家保安委員会）関係者の神経を逆なでする行動を繰り返したため、当局からにらまれ、事実上の出国制限措置を受けていたという。
コルブトは、体操選手時代について「虚偽、裏切り、偽善に満ちたものだった」と語り、華やかな女子体操の裏側では別の世界が繰り広げられていたと指摘した。
一方、私生活では、2002年1月31日、アトランタ近郊のスーパーマーケットで、チーズ、チョコレート・シロップ、イチジクなど19ドル（約2500円）相当の食料品を万引きして逮捕された。忘れた財布を取りに駐車場の車に戻ろうとしただけで誤解だと主張したが、結局、600ドルの保釈金を払って保釈された。